# Casino de la Reina

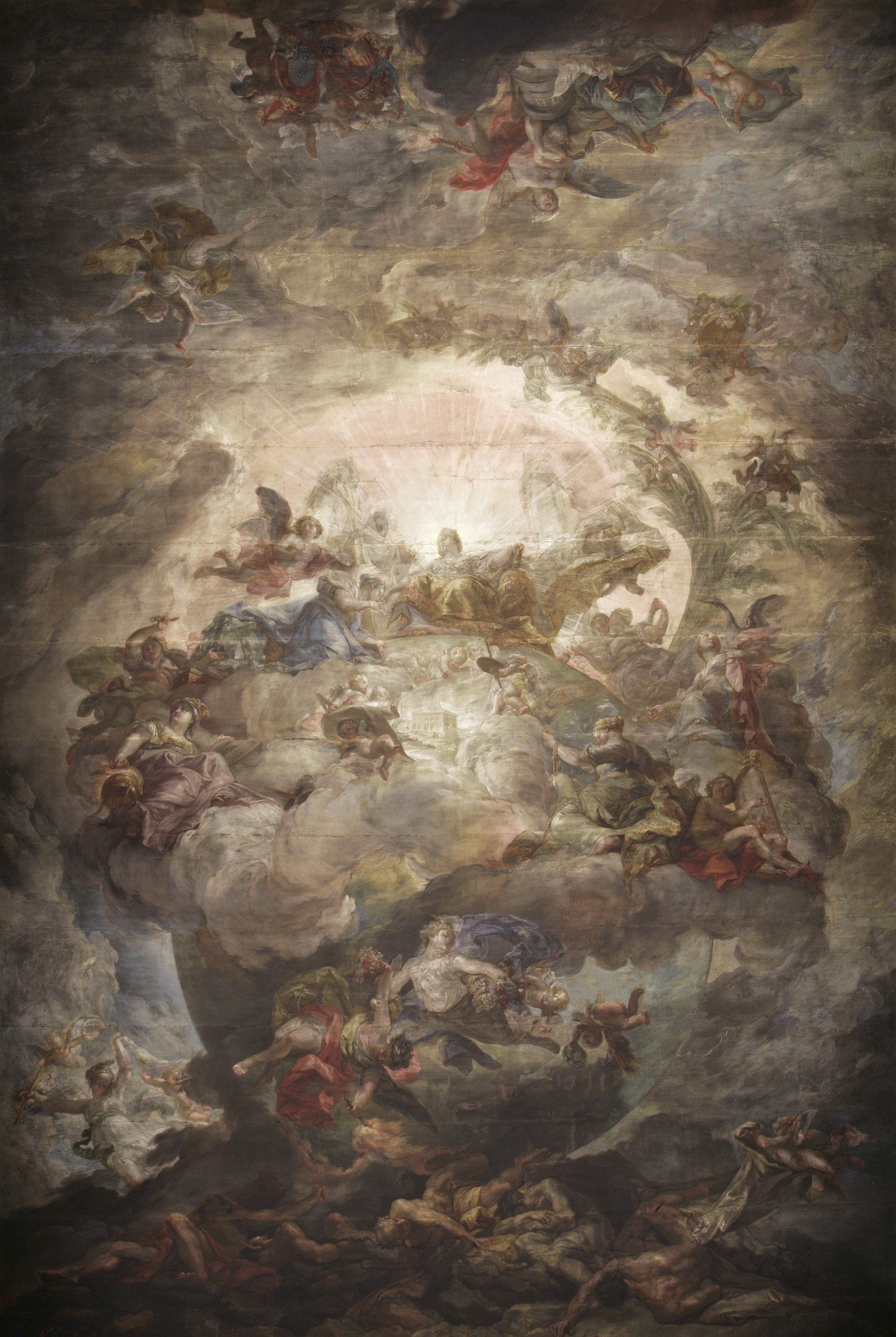
Alegoría de la donación del Casino a la reina Isabel de Braganza por el Ayuntamiento de Madrid, de Vicente López Portaña, actualmente en el Museo del Prado. El lienzo, con unas medidas de 881 x 608 cm y pintado al temple, inspirado en los frescos de Corrado Giaquinto para el Palacio Real de Madrid, decoró desde 1818 el techo del salón principal del palacete. Posteriormente, como parte de la colección real, pasó al Prado.

El Casino de la Reina es una casa de recreo o casa de campo con grandes jardines que el Ayuntamiento de Madrid regaló a la reina Isabel de Braganza, segunda esposa del rey Fernando VII, según el acuerdo que se llevó a cabo el 5 de abril de 1817. Ocupaba el perímetro que luego delimitarían la glorieta de Embajadores y el Portillo de Embajadores, y las calles de Embajadores, Ronda de Toledo y Ribera de Curtidores. En los albores del siglo XXI el recinto está ocupado por una serie de edificios docentes y por los jardines, que han quedado muy reducidos.

## Historia
Tras haber acordado el regalo, el Ayuntamiento de Madrid se dispuso a realizar la adquisición de los terrenos y del edificio, y el 24 de abril de 1817 adquirió la Huerta de Romero, a su antiguo propietario, Manuel Romero Echalecu, que había sido ministro de Justicia en los tiempos de José Bonaparte. Manuel Romero, a su vez, había adquirido la finca en 1808, tras haberle sido confiscada a los clérigos regulares de San Cayetano por el Gobierno. A esta compra había añadido varias casas y el Almacén municipal de Aceite y Pescado (situado todo ello en la calle del Sol, que en el siglo XIX se llama calle del Casino). Después había mandado construir una casa-palacio y había embellecido el lugar con un jardín.
A finales de 1817, el Ayuntamiento decidió que la finca comprada no era lo suficientemente grande, así es que compró otras cuatro posesiones para completar la superficie, cuya extensión es la que se conoce en la actualidad. Los nuevos añadidos fueron: Un corral que pertenecía al mayorazgo de Gil Imón (fundado en el siglo XVII por Baltasar Gil Imón de la Mota); un corral cuya fachada daba a la ribera de Curtidores, propiedad de Manuel Martínez Muro; una casa-fábrica de alfar, en la calle de Mira el Sol, propiedad de Ventura Mazarrón; un gran solar que contenía también un tejar-fábrica de ladrillos, perteneciente a Miguel Picazo Cobobriz. Estas dos últimas fincas procedían de la antigua Huerta del Bayo propiedad de los monjes de san Cayetano.
Finalmente la propiedad quedó configurada en forma de hexágono irregular, con una extensión de 13 fanegas, 4 celemines y 160 pies de superficie. Su perímetro fue cerrado por una cerca y se plantaron abundantes árboles frutales y de sombra. El jardín llegó a ser muy bello, con paseos, fuentes y rías, además de los edificios.
En 1854 alojó a Carlos III de Parma durante su visita a la capital. Con la aprobación de la ley del Patrimonio de la Corona en 1865, el Casino dejó de ser propiedad real y fue cedido al Estado.

## Descripción de la finca

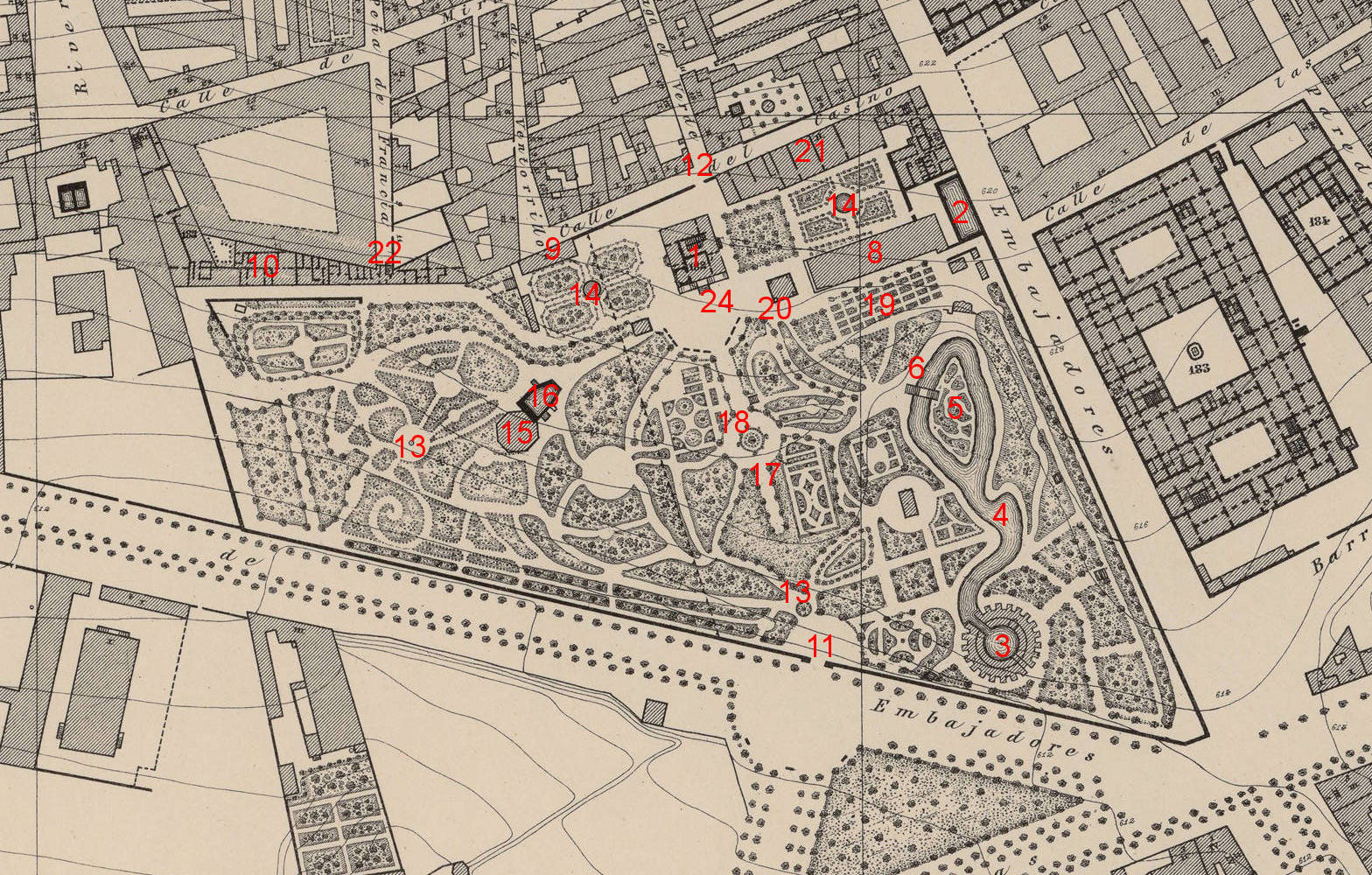
El Casino de la Reina en el Plano Parcelario de Madrid de 1874, realizado por Carlos Ibáñez e Ibáñez de Ibero:
1. Palacete.
2. Estanque de riegos.
3. Rotonda del dique de la ría con espacios para amarrar las falúas.
4. Ría navegable.
5. Isleta.
6. Puente.
7. Gruta artificial.
8. Estufa grande.
9. Estufa pequeña.
10. Casa de Familia.
11. Puerta principal (Ronda de Toledo).
12. Puerta falsa de carros (puerta de servicio).
13. Fuente con grupo escultórico de Cástor y Polux.
14. Fuente circular y jardines.
15. Rotonda con cúpula para albergar la noria.
16. Baño de caballos.
17. Emparrado.
18. Cenador.
19. Emparrado.
20. Casita rústica.
21. Dependencias de servicio.
22. Acceso a Casa de Familia desde la calle de la Peña de Francia.
23. Estatua.
24. Escalinata de acceso al palacete.

El edificio principal del casino era el palacio, construido por Antonio López Aguado, Maestro Mayor de la Villa de Madrid (arquitecto municipal), con una sobria fachada neoclásica y un interior de gran riqueza artística. Lo más notable era una sala con zócalos de mármol cuyo techo estaba pintado por Vicente López Portaña más dos cuadros pintados por Ribera. La fachada tenía una buena escalinata con barandilla de hierro fundido, rematada por 10 bustos en mármol blanco.
En el extremo sureste de la finca existía una gran ría con un dique y dos lanchas de remos, y en la zona más alta había una gruta o cenador con asientos y mesas rústicas. Había además un gran estanque de agua gorda, construido en ladrillo y mampostería que se utilizaba como depósito para regar. Las aguas potables venían de la plaza del Progreso (actual de Tirso de Molina) hasta una arqueta situada en el n.º 47 de la calle Lavapiés.
También había una gran estufa fría (un invernadero) y un importante edificio para los empleados denominado Casa de Familia, que tenía una salida frente a la calle Peña de Francia (esta calle desemboca en la calle del Casino).
En el lado sur del perímetro se encontraba la entrada principal con una puerta grandiosa que se conserva todavía en el siglo XXI en la entrada de los Jardines del Retiro desde la Puerta de Alcalá; es la Puerta de la Independencia. En la parte norte se hallaba la "puerta de carros" desde la que se accedía a la antigua calle del Sol (actual calle del Casino). Todo el recinto estaba salpicado de pequeños edificios, estatuas, bancos, etc. De todo ello no quedan sino escasos restos. La reja que rodea todo el espacio procede del palacio de San Juan, ubicado en lo que fue pertenencia de los jardines del Buen Retiro y que fue derribado para dar su espacio a lo que fue Palacio de Comunicaciones (Correos) en la plaza de Cibeles y Ministerio de Marina.

## Evolución y cambios

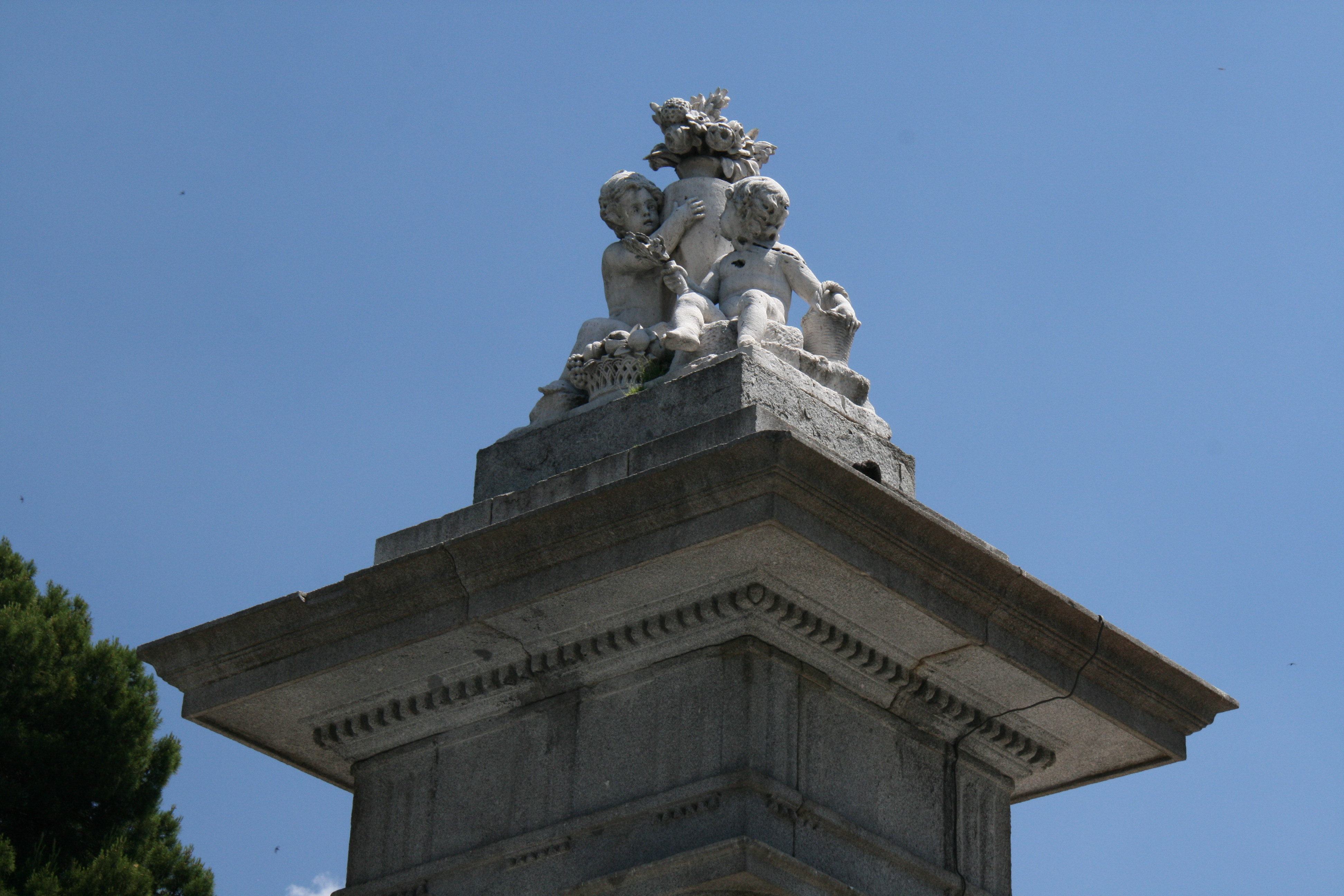
Detalle de la puerta de la Independencia del parque del Retiro. Esta puerta es la antigua puerta principal del Casino, que daba a la Ronda de Toledo. Fue trasladada a su actual ubicación en 1885.

En la segunda mitad del siglo XIX comenzaron los cambios y la remodelación del espacio de la finca. La posesión se había revertido al Estado español, aun cuando había sido el Ayuntamiento de Madrid el que en su día compró las propiedades para ofrecérselas a la reina Isabel de Braganza. En "compensación", el Estado donó la gran puerta principal al Ayuntamiento, que a su vez la colocó en el nuevo cerramiento del Retiro, en el acceso a los jardines desde la plaza de la Independencia.
El 20 de marzo de 1867 fue creado por Real Orden el museo de Arqueología y fue inaugurado el 5 de julio de 1871 por el rey Amadeo de Saboya. Su primer director fue Ventura Ruiz de Aguilera. Se instaló dicho museo en lo que había sido palacete y demás dependencias en el Casino de la Reina. Allí se estableció con sus departamentos, sus jardines y su biblioteca hasta que en julio de 1895 fue trasladado al nuevo edificio del paseo de Recoletos. En otras dependencias se instalaron el Gabinete Numismático, las antigüedades de la Biblioteca Nacional y una colección de antigüedades de la Escuela Superior de Diplomacia.

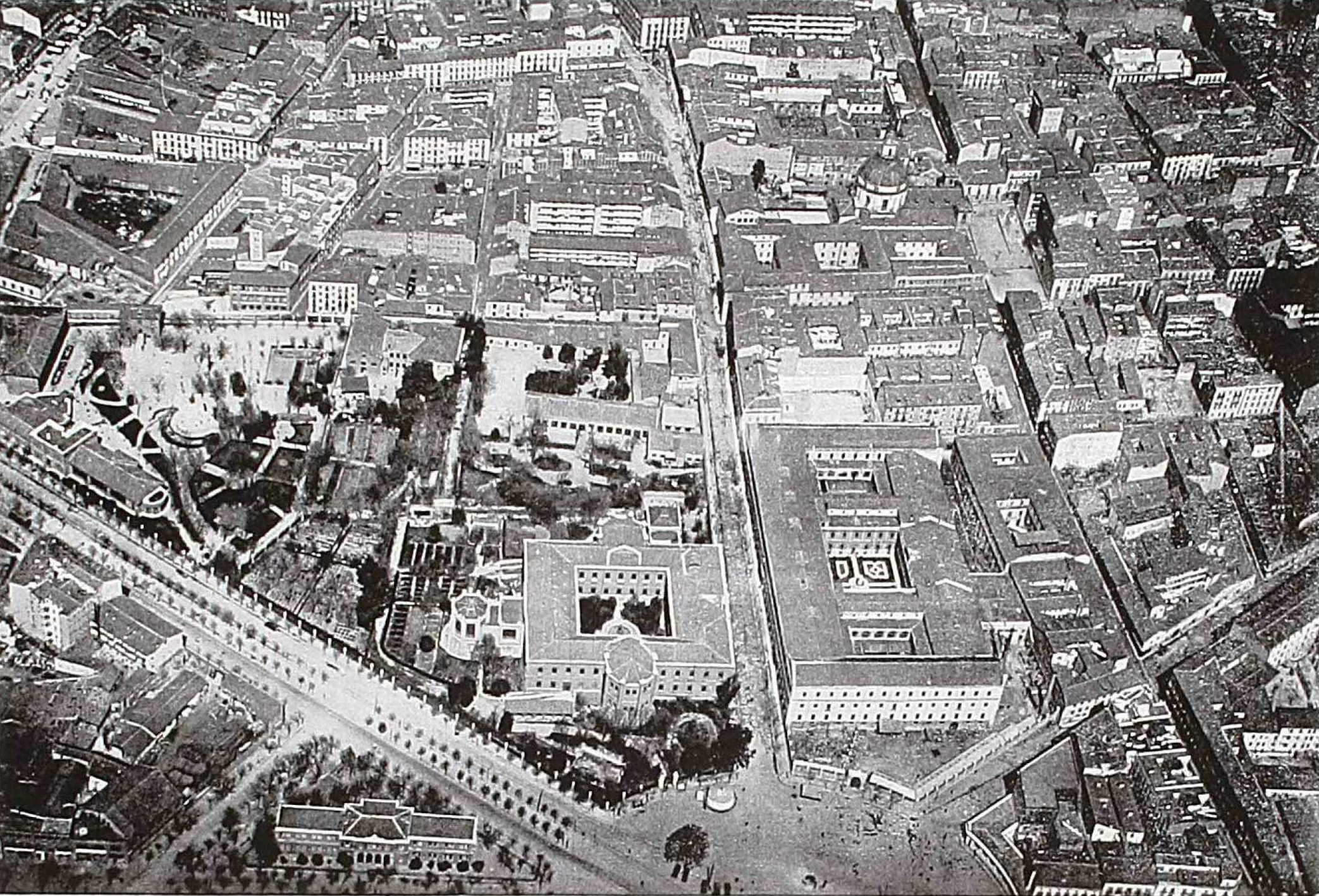
Vista panorámica de la glorieta de Embajadores y la Ronda de Toledo hacia 1929. Fotografía realizada por la Aeronáutica Militar. A la izquierda la finca del antiguo Casino de la Reina. A la derecha la Fábrica de Tabacos.

A lo largo de los años se fueron incrementando los fondos de estos establecimientos con obras que procedían de lugares muy dispares, como exclaustraciones, aportaciones de los miembros del museo (sacadas de las eventuales excavaciones), colecciones particulares y donaciones. El edificio del museo de Arqueología se quedó pequeño y hubo que trasladar los fondos a uno nuevo más capaz (el actual). Este vasto espacio que comprendía los inmuebles y un gran jardín ha estado ocupado por:
- Instituto de Experiencias Agrarias, en una construcción moderna, dando a la calle de Embajadores esquina con Casino de la Reina. El palacete anterior había sido destinado a Centro de la Tercera Edad.
- Colegio de religiosas Hijas de la Caridad (Nuestra Señora de la Almudena), que daba a la calle del Casino, 3. Aquí estuvo antes el llamado Asilo de Cigarreras, es decir la "guardería" infantil que se instaló a instancias de las cigarreras que trabajaban en la cercana fábrica de Tabacos.
- Grupo Escolar Luis Vives (actualmente CEIP Santa María), situado en el extremo oeste de la antigua finca, entre la Ronda de Toledo, la calle Casino y la Ribera de Curtidores.
- Biblioteca Popular.
- Escuela de Magisterio Femenino. Estos tres últimos edificios corresponden al n.º 9 de la Ronda de Toledo.

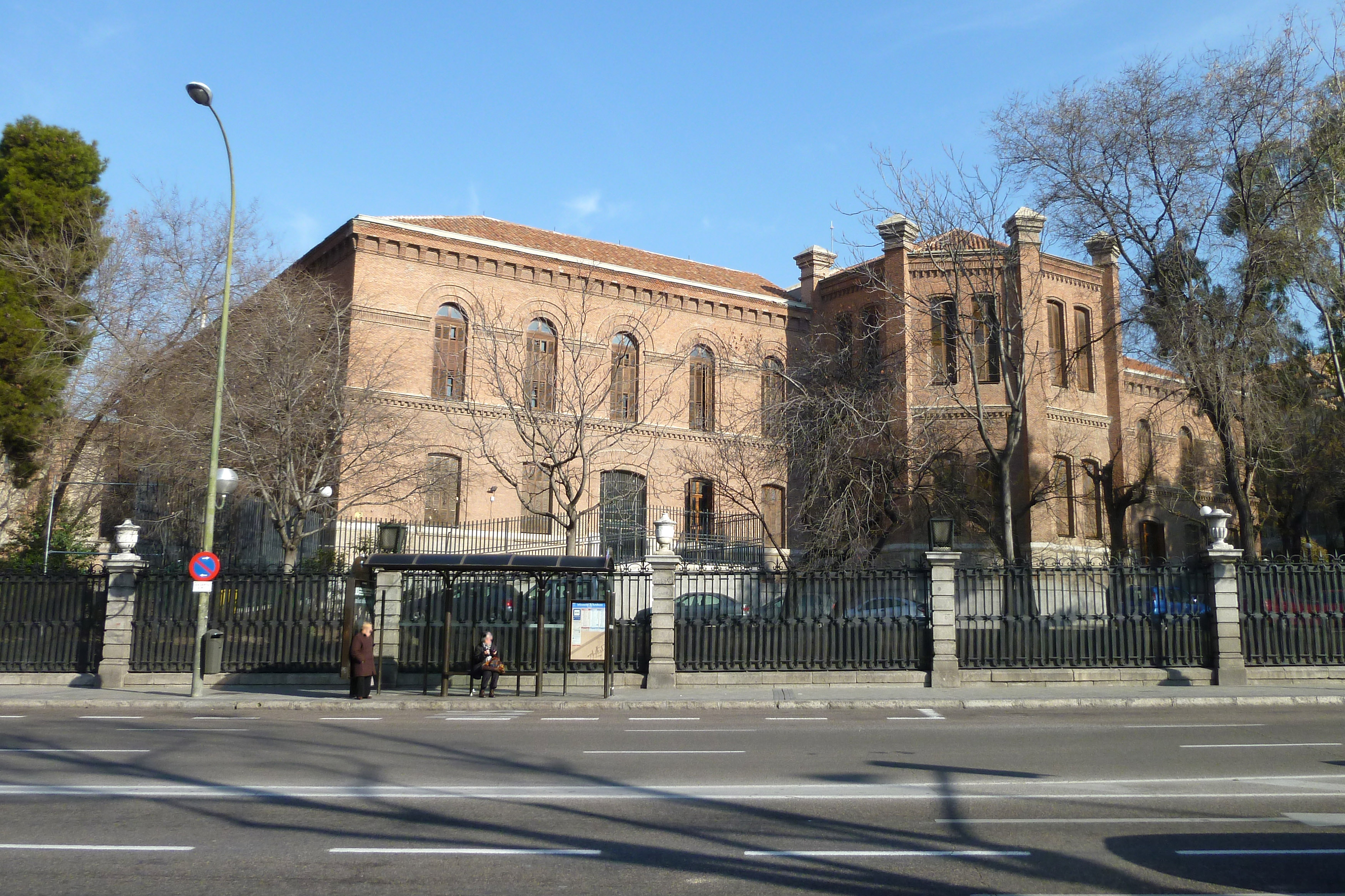
I.E.S. Cervantes, antigua Escuela de Veterinaria.

- Real Escuela de Veterinaria. En 1877, una Real Orden aprobó la construcción de un edificio que sería destinado a esta disciplina académica. Las obras finalizaron en 1881 y el resultado fue un edificio neomudéjar cuyo arquitecto fue Francisco Jareño. Anteriormente la Real Escuela de Veterinaria se encontraba ubicada al final del Prado de Recoletos muy cerca de la puerta de Recoletos. Este nuevo edificio tuvo su entrada (que se mantiene) por la plaza de Embajadores y por la calle de Embajadores n.º 70.
- Instituto de Bachillerato Cervantes. Con motivo del traslado de la Escuela de Veterinaria a la ciudad Universitaria, sus dependencias quedaron a cargo del Ministerio de Educación, quien lo cedió a este centro de enseñanzas medias en 1958. Tras las obras de acondicionamiento empezó a funcionar como tal en 1960.

En los primeros años del siglo XXI el Ayuntamiento de Madrid restauró los jardines para uso público. El proyecto es obra de los arquitectos Beatriz Matos Castaño y Alberto Martínez Castillo y ha recibido varios premios. Ha desaparecido de estos terrenos toda la edificación añadida, a excepción del IES Cervantes y el CEIP Santa María. El colegio de religiosas, que ocupaba el antiguo palacete, ha sido restaurado recientemente y destinado a usos sociales.